# Северное сельское поселение (Бурятия)
Се́льское поселе́ние «Северное» (бур. Хойтын hомон) — муниципальное образование в Баунтовский эвенкийском районе Бурятии Российской Федерации.
Административный центр — посёлок Северный.

## История
Статус и границы сельского поселения установлены Законом Республики Бурятия от 31 декабря 2004 года № 985-III «Об установлении границ, образовании и наделении статусом муниципальных образований в Республике Бурятия»

## Население
| 2018 |
| ---- |
| 446  |

## Состав сельского поселения
| № | Населённый пункт | Тип населённого пункта          | Население |
| - | ---------------- | ------------------------------- | --------- |
| 1 | Малый Амалат     | посёлок                         | ↘122      |
| 2 | Северный         | посёлок, административный центр | ↘409      |
| 3 | Усть-Антосе      | посёлок                         | ↘4        |